# 王晓华
王晓华（1952年—），山东临沂人，汉族，中华人民共和国政治人物、第十一届全国人民代表大会广西地区代表。
毕业于武汉大学哲学专业，是中共党员。担任广西柳工集团有限公司、柳工机械有限公司董事长。2008年起担任全国人大代表。